# Ozzy i Drix
Ozzy i Drix (ang. Ozzy and Drix) – amerykański serial animowany, który powstał na podstawie filmu  Osmosis Jones. Serial został nominowany do nagrody Annie za najlepsze indywidualne osiągnięcie: przedstawienie postaci w produkcji telewizyjnej — Dave Kupczyk.

## Opis fabuły
Ozzy jest białym ciałkiem krwi, a Drix lekarstwem. Obaj byli policjantami (układ immunologiczny) walczącymi z wirusami w ciele Franka. Mężczyzny w średnim wieku prowadzącego bardzo niezdrowy tryb życia. Przypadkiem zostali przeniesieni przez komara do ciała trzynastoletniego Hektora. Nie chcieli wstąpić do tutejszej policji, bo musieliby zaczynać kariery od zera, a u Franka mieli ugruntowane pozycje i lada dzień mieli dostać awans. Więc postanowili założyć agencję detektywistyczną. Zwalczają przestępców, którymi są bakterie, wirusy, alergeny, a także problemy wewnętrzne (np. koszmary senne).

## Wersja polska
Wersja polska: Master Film na zlecenie Warner Bros.

Reżyseria: Elżbieta Jeżewska

Dialogi polskie: Jan Jakub Wecsile

Wystąpili:
- Tomasz Steciuk –  Osmoza „Ozzy” Jones
- Adam Biedrzycki –  Drix
- Joanna Jeżewska –  Mariola
- Jan Kulczycki –  sierżant Kuper
- Marek Obertyn –  Wielki i wszechmocny szef Niezależnego Działu Podświadomości
- Rafał Kołsut –  burmistrz miasta Hektor
- Filip Dominik –  Hector Cruz
- Marek Lewandowski
- Magdalena Wójcik
- Jacek Bursztynowicz
- Andrzej Chudy
- Grzegorz Wons
- Tomasz Kozłowicz
- Jarosław Boberek
- Adam Krylik
- Józef Mika
- Cezary Nowak

i inni
Piosenkę śpiewali: Wojciech Paszkowski, Krzysztof Pietrzak i Tomasz Steciuk

## Odcinki
- Serial ten był emitowany w Polsce w telewizji Cartoon Network, gdzie po raz pierwszy pojawił się 29 września 2003 roku, a po raz ostatni 31 grudnia 2004 roku.
- W Polsce emitowana była jedynie I seria, druga nigdy nie została wyemitowana.

### Spis odcinków
| Premiera odcinka | Nr | Polski tytuł                  | Angielski tytuł                                      |
| ---------------- | -- | ----------------------------- | ---------------------------------------------------- |
|                  |    |                               |                                                      |
| SERIA PIERWSZA   |    |                               |                                                      |
|                  |    |                               |                                                      |
| 29.09.2003       | 01 | Witajcie w Hektorze           | Home With Hector                                     |
|                  |    |                               |                                                      |
| 30.09.2003       | 02 | Odruch bezwarunkowy           | Reflex                                               |
|                  |    |                               |                                                      |
| 01.10.2003       | 03 | Wszawa afera                  | A Lousy Haircut                                      |
|                  |    |                               |                                                      |
| 02.10.2003       | 04 | Strupfinger                   | Strep-Finger                                         |
|                  |    |                               |                                                      |
| 03.10.2003       | 05 | Do nogi                       | Oh My Dog                                            |
|                  |    |                               |                                                      |
| 06.10.2003       | 06 | Na dzielnicy                  | Street Up                                            |
|                  |    |                               |                                                      |
| 07.10.2003       | 07 | Zadyma                        | Where There’s Smoke                                  |
|                  |    |                               |                                                      |
| 08.10.2003       | 08 | Fasola i przeznaczenie        | Gas Of Doom                                          |
|                  |    |                               |                                                      |
| 09.10.2003       | 09 | Gang Monelli                  | The Globfather                                       |
|                  |    |                               |                                                      |
| 10.10.2003       | 10 | Fabryka snów                  | The Dream Factory                                    |
|                  |    |                               |                                                      |
| 13.10.2003       | 11 | Wstrząs cukrowy               | Sugar Shock                                          |
|                  |    |                               |                                                      |
| 14.10.2003       | 12 | Blaski i cienie macierzyństwa | Ozzy Jr.                                             |
|                  |    |                               |                                                      |
| 15.10.2003       | 13 | Nagły wzrost                  | Growth                                               |
|                  |    |                               |                                                      |
| SERIA DRUGA      |    |                               |                                                      |
|                  |    |                               |                                                      |
|                  | 14 |                               | An Out Of Body Experience                            |
|                  | 15 |                               | An Out Of Body Experience                            |
|                  |    |                               |                                                      |
|                  | 16 |                               | Lights Out!                                          |
|                  |    |                               |                                                      |
|                  | 17 |                               | The Conqueror Worm                                   |
|                  |    |                               |                                                      |
|                  | 18 |                               | Puberty Alert                                        |
|                  |    |                               |                                                      |
|                  | 19 |                               | Tricky Ricardo                                       |
|                  |    |                               |                                                      |
|                  | 20 |                               | Aunti Histamine                                      |
|                  |    |                               |                                                      |
|                  | 21 |                               | A Growing Cell                                       |
|                  |    |                               |                                                      |
|                  | 22 |                               | A Cold Day In Hector                                 |
|                  |    |                               |                                                      |
|                  | 23 |                               | Supplements (a.k.a. Triumph Of The Supplements)      |
|                  |    |                               |                                                      |
|                  | 24 |                               | Double Dose (a.k.a. Ozzy And Ozzy)                   |
|                  |    |                               |                                                      |
|                  | 25 |                               | Nature Calls                                         |
|                  |    |                               |                                                      |
|                  | 26 |                               | Cavities (a.k.a. Journey To The Center Of The Tooth) |
|                  |    |                               |                                                      |